# Never Trump

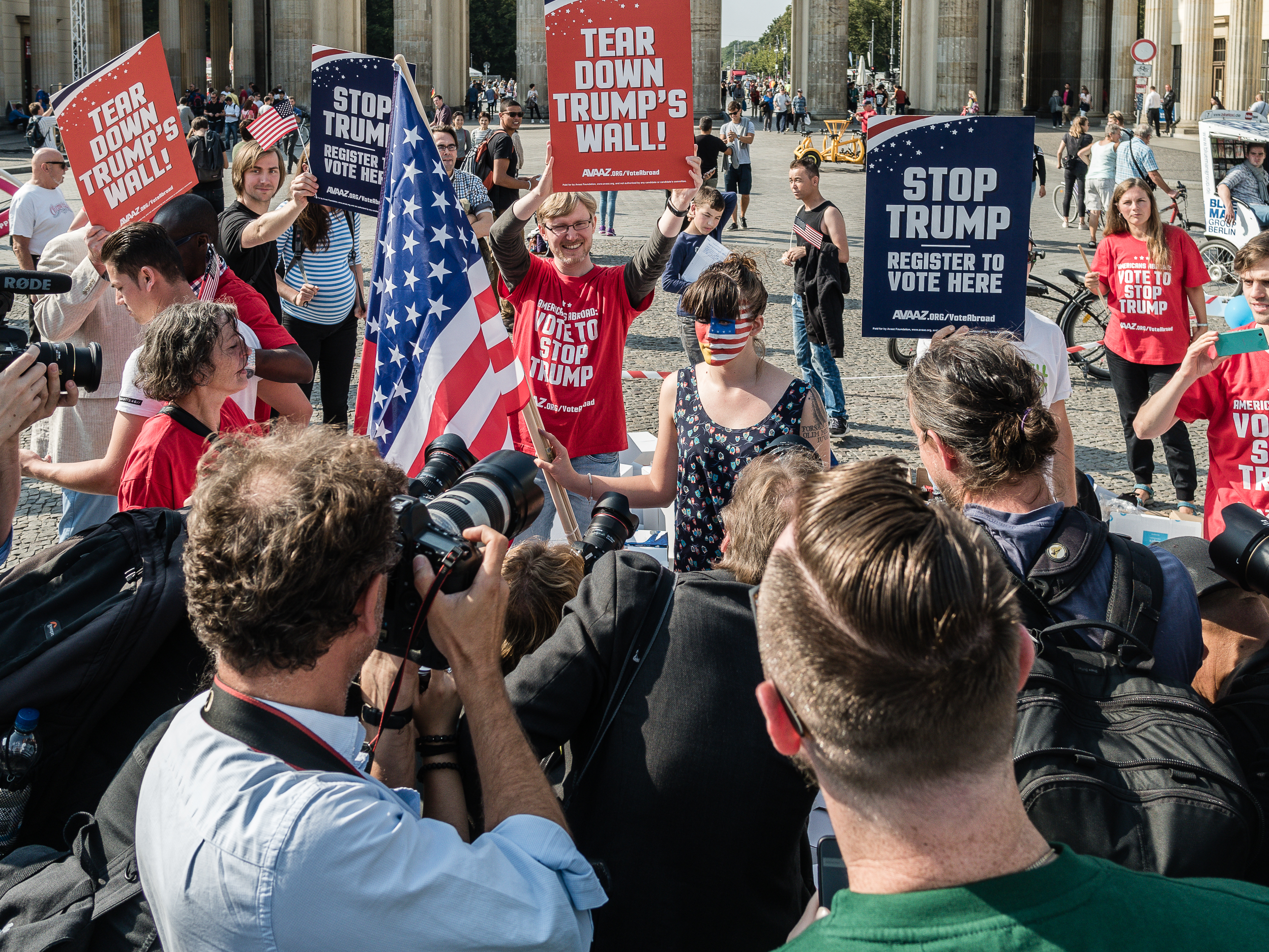
Движение Never Trump в Берлине

Движение Never Trump, также известное как #nevertrump, Stop Trump, anti-Trump или движение Dump Trump, зародилось как попытка группы членов Республиканской партии США и американских консерваторов (известных как Never Trump Republicans) по предотвращению выдвижения Дональда Трампа на пост кандидата в президенты США от Республиканской партии и после на пост президента на президентских выборах в США в 2016 году. На всеобщих выборах Трампа не поддержали 20 процентов членов Конгресса-республиканцев. После избрания Трампа в ноябре 2016 года некоторые участники движения переориентировали свои усилия на победу над Трампом в 2020 году.
16 июня 2015 года Трамп начал своё участие во внутрипартийных выборах (праймериз); на тот момент их лидерами считались губернаторы Джеб Буш, Скотт Уокер и сенатор Марко Рубио. Считалось, что у Трампа мало шансов на победу, но его степень влияния в средствах массовой информации дала ему возможность распространить свои послания и принять участие в дебатах республиканцев. К концу 2015 года Трамп лидировал среди республиканцев в национальных опросах. В этот момент некоторые республиканцы, такие как бывший советник американского политика Митта Ромни Алекс Кастелланос, призвали к «блицу негативной рекламы» (англ. negative ad blitz) против Трампа, а другой бывший помощник Ромни основал комитет политических действий «Наши принципы» (англ. Our Principles PAC), направленный против Трампа.
После того, как Трамп победил на праймериз в штатах Нью-Гэмпшир и Южная Каролина, часть лидеров Республиканской партии призвала однопартийцев объединиться вокруг одного кандидата, чтобы помешать выдвижению Трампа. Движение Never Trump набрало обороты после победы Трампа на праймериз в супервторник 15 марта 2016 года, в том числе после его победы над Рубио в штате Флорида. После того, как сенатор Тед Круз выбыл из гонки после победы Трампа на праймериз в штате Индиана 3 мая 2016 года, Трамп стал предполагаемым кандидатом; в то же время внутренняя оппозиция Трампу осталась.
18 июля 2016 года, после неудачных попыток некоторых делегатов на Республиканском национальном съезде заблокировать выдвижение Трампа, он стал кандидатом от Республиканской партии на пост президента США. Некоторые члены движения Never Trump поддержали альтернативных кандидатов на всеобщих выборах, таких как кандидат от Демократической партии Хиллари Клинтон, кандидат от Либертарианской партии Гэри Джонсон, независимый консерватор Эван Макмаллин и кандидат от Американской партии солидарности Майк Мэтарен.

## Встреча Эриксона
17 марта 2016 года консерваторы, выступающие против Трампа, встретились в Клубе Армии и Флота в городе Вашингтон, округ Колумбия, чтобы обсудить стратегии предотвращения выдвижения Трампа кандидатом в президенты на Республиканском национальном съезде в июле. Среди обсуждаемых стратегий были «единый билет» (англ. unity ticket), возможный сторонний кандидат и оспаривание съезда, особенно если Трамп не получит 1237 делегатов, необходимых для выдвижения кандидатуры.
Встречу организовали американский блогер и радиоведущий Эрик Эриксон, Билл Вихтерман и Боб Фишер. Присутствовало около двух десятков человек. Был достигнут консенсус в отношении того, что выдвижение Трампа можно предотвратить и что будут предприняты усилия по поиску единого билета, возможно, в составе Круза и губернатора штата Огайо Джона Кейсика.

## Усилия

### Со стороны политических организаций
Комитет политических действий «Наши Принципы» и консервативная организация Club for Growth пытались помешать выдвижению Трампа. «Наши Принципы» потратила более 13 миллионов долларов США на рекламу, направленную против Трампа. Club for Growth потратила 11 миллионов долларов на то, чтобы не допустить, чтобы Трамп стал кандидатом от Республиканской партии.

### Со стороны республиканских делегатов
В июне 2016 года активисты Эрик О'Киф и Дэйн Уотерс сформировали группу под названием Delegates Unbound, которую телеканал CNN охарактеризовал как «попытку убедить делегатов в том, что у них есть полномочия и возможность голосовать за кого угодно». Усилия включали в себя публикацию книги делегатов-республиканцев Керли Хогланда и Шона Парнелла под названием «Освобожденный: Совесть Республиканского Делегата» (англ. Unbound: The Conscience of a Republican Delegate). В книге утверждается, что «делегаты не обязаны голосовать за какого-либо конкретного кандидата на основании результатов праймериз и закрытых собраний, партийных правил штата или даже законов штата».
Республиканские делегаты Кендал Унру и Стив Лонеган вместе с другими делегатами-республиканцами предприняли попытку изменить правила съезда, "чтобы «включить „положение о совести“, которое позволило бы делегатам, связанным с Трампом, голосовать против него, даже при первом туре голосования на июльском съезде». Унру охарактеризовала эту попытку как "движение «Кто угодно, только не Трамп» (англ. Anybody but Trump' movement). Усилия Унру начались с телефонной конференции 16 июня, «с участием не менее 30 делегатов из 15 штатов». Региональные координаторы проекта были наняты в Аризоне, Айове, Луизиане, Вашингтоне и других штатах. К 19 июня сотни делегатов Республиканского Национального Собрания, назвавшие себя «Освободите Делегатов», начали сбор средств и набор членов в поддержку попытки изменить правила партийного съезда, чтобы делегаты могли голосовать так, как они хотят, а не в соответствии с результатами кокусов и праймериз. Унру, член комитета по правилам конвенции и одна из основателей группы, планировала предложить добавить «положение о совести» к правилам конвенции, что фактически давало бы свободу действий делегатам, которые иначе должны были голосовать за Трампа. Ей нужно было ещё 56 сторонников из 112 членов комиссии, которая определяет, как именно республиканцы выбирают своего кандидата в Кливленде. Вместо этого Комитет по Правилам проголосовал 87-12 за принятие положений, требующих от делегатов голосования на основе результатов праймериз и кокусов в их штатах.

### Со стороны отдельных лиц
В феврале 2016 года, на встрече губернаторов-республиканцев и спонсоров, политик Карл Роув обсудил опасность того, что Трамп получит кандидатуру от республиканцев к июлю, и что его, возможно, удастся остановить, но времени оставалось не так много.
В начале марта 2016 года Ромни, кандидат в президенты от республиканской партии 2012 года, поручил некоторым из своих советников найти способы помешать Трампу получить назначение на Республиканском национальном съезде (RNC). Ромни также выступил с речью, призвав избирателей проголосовать за кандидата от республиканцев, который, скорее всего, помешает Трампу набрать делегатов на праймериз штата. Несколько недель спустя Ромни объявил, что проголосует за Теда Круза на кокусе Республиканской партии в штате Юта. На своей странице в Facebook Ромни написал: «Сегодня идет борьба между Трампизмом и Республиканизмом. Благодаря расчётливым заявлениям своего лидера, Трампизм стал ассоциироваться с расизмом, женоненавистничеством, фанатизмом, ксенофобией, пошлостью и, совсем недавно, с угрозами и насилием. Я отвергаю каждое из них». Тем не менее, Ромни вначале заявил, что «поддержит кандидата от республиканцев», хотя он «не думал, что это будет Дональд Трамп».